# Sans retour (Prison Break)
Sans retour est le vingtième épisode du feuilleton télévisé Prison Break. Il comprend la préparation finale de l'équipe avant leur évasion.

## Résumé
Alors que Bellick vient de découvrir le trou dans la salle des gardiens, Westmoreland survient et tente de le neutraliser à coup de pelles. Il parvient à l'assommer mais dans la lutte, il s'est grièvement blessé avec un morceau de verre. Il ligote et bâillonne Bellick puis le place dans le conduit. Avant de sortir, il prend soin de camoufler le trou.
Dans la cour, les membres de l'équipe discutent de la préparation du plan. Michael estime que trois jours sont suffisants pour mettre au point les derniers détails et T-Bag leur rappelle qu'ils doivent camoufler leur odeur corporelle pour ne pas être identifiés par les chiens. Cependant, Westmoreland les met au courant des derniers évènements et Michael décide de procéder à l'évasion le soir-même. Les autres détenus sont inquiets et lui rappellent qu'ils ne sont pas prêts, mais Michael leur fait comprendre que l'évasion a commencé lorsque Bellick a découvert le trou. 
En revenant vers leur cellule, Sucre rappelle à Michael que Lincoln se trouve toujours en isolation et qu'il y a de grandes chances qu'ils doivent partir sans lui. 
Durant toute la journée, les gardiens se demandent où se trouve Bellick et la raison de son absence. Les membres de l'équipe épient leurs conversations et craignent à chaque instant que le plan ne soit découvert.
Michael informe Tweener que l'évasion aura lieu le soir et qu'il doit se tenir prêt. Vu les regards suspicieux que ne cesse de lui jeter Michael, le jeune homme se doute que Michael a deviné son implication dans la découverte du trou dans la salle des gardiens. Malgré l'opposition des autres membres de l'équipe, Michael tient à ce que Tweener s'évade également car il lui est redevable. 
Ne voyant pas d'issue à son problème de clé de l'infirmerie, Michael prend le risque de tout dévoiler à Sara Tancredi. Il lui annonce qu'il compte faire évader son frère le soir-même et qu'il a besoin de son aide. Il lui demande de ne pas fermer la porte à clé. Elle comprend alors qu'il s'est servi d'elle, qu'il avait besoin d'être à l'infirmerie. Michael avoue qu'au début il lui jouait la comédie mais il lui affirme qu'ensuite il venait à l'infirmerie pour elle. Constatant son scepticisme, il la supplie de ne pas lui en vouloir au point de sacrifier Lincoln. Elle quitte la pièce sans qu'il sache sa réponse. 
Puis, Michael termine la maquette du Taj Mahal dans le bureau de Pope. Tandis qu'il camoufle un petit morceau de bois, le directeur le remercie chaleureusement et lui confie qu'il a beaucoup de chance de l'avoir rencontré. Michael lui répond qu'effectivement il n'y a pas beaucoup d'ingénieurs en génie civil à Fox River mais Pope rectifie en lui indiquant qu'il est surtout un homme correct. Il ajoute également que s'il désire quelque chose, il peut le demander. Michael obtient donc le droit de rendre visite à Lincoln à l'isolement pendant quelques instants. Il l'informe du début de l'évasion bien que Lincoln tente de le convaincre de fuir sans lui.
Tous les membres de l'équipe se préparent à partir : John Abruzzi utilise de l'engrais pour salir son lit et ainsi camoufler son odeur, tandis que T-Bag frotte son matelas avec des choux de Bruxelles récupérés au déjeuner. C-Note récupère du peroxyde pour blanchir leurs uniformes bleus : suivant le plan ils doivent passer par l'hôpital psychiatrique où les malades ont des uniformes blancs. Ce faisant, C-Note doit affronter son ancien allié, Trumpets, qui refuse de le laisser partir de la cuisine avec son produit. Après une courte lutte, réussissant à tabasser violemment son adversaire C-Note parvient à s'enfuir avec le peroxyde.
Sara s'est absentée de la prison pour réfléchir. Elle est en pleine confusion et rentre dans un bar pour commander un verre d'alcool. Alors qu'elle fixe son verre sans le boire, elle entend à la télévision que son père a rejoint la liste de soutien de Caroline Reynolds dans la campagne présidentielle et qu'il serait pressenti pour le poste de vice-président. Elle part immédiatement voir son père et lui demande instamment s'il a lu les documents de l'affaire Burrows qu'elle lui avait confiés ou s'il s'est vendu pour une place de vice-président. Son père lui avoue qu'il n'a rien lu et, furieux, lui rappelle qu'elle est une ancienne droguée et qu'elle n'a donc aucune leçon à donner.  
Alors que Sucre blanchit son uniforme dans les toilettes, un gardien vient chercher Michael à sa cellule pour le conduire dans le bureau de Pope. Quelques instants plus tôt, celui-ci a voulu transporter la maquette mais elle s'est effondrée en la soulevant. Les autres membres de l'équipe sont stupéfaits de le voir partir, il est 18h18 et ils ont prévu de commencer l'évasion à 19 heures.
Puis, chaque prisonnier se remémore les raisons pour lesquelles il veut s'évader. 
- T-bag veut retrouver Susan Hollander,
- Sucre rêve à Maricruz et à l'enfant qu'elle attend,
- John Abruzzi pense au changement qu'il veut apporter dans sa vie et à Otto Fibonacci,
- C-Note veut revoir sa femme et sa fille,
- Charles Westmoreland veut assister aux derniers instants de sa fille,
- Tweener veut échapper à la vengeance d'Avocado,
- Lincoln veut vivre.

Tandis que Sara, en plein dilemme moral, erre dans les rues de Chicago. Michael est introduit dans le bureau de Pope. Le directeur lui montre les dégâts et ne comprend pas pourquoi la maquette s'est un peu effondrée. Michael sort alors de sa poche le morceau de bois qu'il avait retiré, il s'agit d'un soutien. Michael lui explique qu'il est désolé mais qu'il avait besoin de revenir dans son bureau. Stupéfait, Pope voit alors Michael le menacer avec un couteau et lui annoncer qu'il compte s'évader en compagnie de son frère.

## Informations complémentaires

### Chronologie
- Les évènements de cet épisode se déroulent le 27 mai, c'est-à-dire le jour de l'évasion.

### Culture
- La musique entendue pendant la scène où chaque prisonnier se remémore la raison de son évasion est Teardrop de l'album Mezzanine par Massive Attack. Par coïncidence, cette chanson est également utilisée pour le générique américain de Dr House, une autre série de la Fox. Toutefois, le superviseur des musiques de Prison Break a dit ignorer ce fait lorsqu'il l'a choisie[4].

- Au début de l'épisode, T-Bag surnomme C-Note : Kinte. Il fait référence au héros de la série télévisée Racines qui s'appelle Kunta Kinte. Cette série de 1977, basée sur le best-seller d'Alex Haley raconte l'histoire d'une famille d'esclaves afro-américains.

- Au self de la prison, comme Michael s'attarde pour écouter la conversation de deux gardiens, l'un d'eux l'apostrophe : « Scofield, this ain't Gibson. Move. » (« Scofield, on n'est pas au Gibson ici. Avance. »). Il fait référence à un bar-restaurant de Chicago : le Gibson's Steak House[5]. Cet établissement très renommé propose un grand choix de viandes.

### Erreurs
- Juste avant qu'un gardien vienne chercher Michael pour le conduire au bureau de Pope, Sucre blanchit son uniforme de prisonnier avec du peroxyde. Lorsqu'il le rince, la caméra le filme de face et le vêtement est encore gris sale. L'instant suivant, lorsque la caméra le filme de dos, l'uniforme est parfaitement blanc.

- Lorsque le gardien arrive, Sucre défait son pantalon et s'installe rapidement sur le siège des toilettes. Suivant l'angle de la caméra, il a toujours son pantalon remonté.
- Avant que Michael menace Pope, ce dernier portait des lunettes. A la seconde d'après il ne les avait plus.

### Divers
- La marraine (membre abstinent des Alcooliques anonymes) de Sara Tancredi s'appelle Shelly.

- Lorsqu'il informe Sara Tancredi de son projet d'évasion, Michael passe sous silence la collaboration d'autres prisonniers, dont des criminels dangereux comme Abruzzi ou T-Bag. Il lui parle uniquement de son frère. Elle le lui reprochera dans la saison suivante.
- L'originalité de cet épisode survient d'une part du fait que T-Bag, égoïste, aide ses coéquipiers, aide qui leur sera précieuse. En effet il leur conseille de masquer leur odeur pour limiter le risque de se faire pister par les chiens policiers, après leur évasion. Ce détail nous montre que la solidarité grandit entre les futurs fugitifs...

## Accueil critique
Aux États-Unis, cet épisode a été suivi par 9,95 millions de téléspectateurs. 
En France, il a rassemblé 6,3 millions de téléspectateurs, soit 24 % de part de marché.